# دومينيك فيتز
دومينيك فيتز (بالألمانية: Dominik Fitz)‏ (16 يونيو 1999 في النمسا - ) هو لاعب كرة قدم نمساوي في مركز الوسط. لعب مع أوستريا فيينا.

## وصلات خارجية
- دومينيك فيتز على موقع قاعدة بيانات كرة القدم.إي يو (الإنجليزية)
- دومينيك فيتز على موقع Soccerway.com (الإنجليزية)
- دومينيك فيتز على موقع عالم كرة القدم.نت (الإنجليزية)